# Меч Арея (пісня)
Меч Арея — українська пісня, написана Василем Лютим 21 липня 2001 року для виконання під бандуру (альбом «Щит Перуна» (2002)).
Мотив пісні має коріння в однойменному романі Івана Білика. Сам автор пісні зазначив, що на відміну від роману, де меч був фізичним, меч, про який співається у пісні, є поняттям духовним.
Набула особливої популярності після початку російської агресії проти України в 2014 році.

## Переспіви
- Тінь Сонця — альбом Грім в ковальні Бога (2014)
- Гайдамаки — альбом Годі спати! (2013)
- Говерла — окремий сингл. (2011)
- Веда

## Виконання
У жовтні 2014 року було опубліковане відео від Громадського телебачення, імовірно, одне з останніх із Степаном Стефураком, 19-річним бійцем ДУК, який загинув у вересні 2014 року. Степан виконував пісню «Меч Арея».
Була використана на святкуванні 1-ї хвилини миру 9 травня 2015 року.
В 2016 році було виконано Капелою бандуристів імені Майбороди. Газета «Козацький край» відзначила захоплення глядачів від виконання пісні капелою, а саму пісню назвала легендарною.
У 2022 році гурт Тінь сонця зробив адаптацію пісні білоруською мовою для полку імені Кастуся Калиновського.